# Vabank II, czyli riposta
Vabank II czyli riposta – polska komedia kryminalna z 1984 roku w reżyserii Juliusza Machulskiego. Sequel jego debiutanckiej komedii Vabank (1981).

## Fabuła
Maj 1936, Kramer, przy pomocy poznanego w więzieniu Sztyca, brawurowo ucieka z więzienia. Ale zanim wyjedzie za granicę, musi zrealizować to, o czym marzył przez lata odsiadki – zemścić się na Kwincie. Zatrudnia zabójcę Tędlarza i porywając córkę Rychlińskiej, zastawia pułapkę na Kwintę. Zamyka go w garażu Stawiskiego i wzywa policję. Niemniej riposta nie do końca się udaje, a Kwinto okazuje się bardzo przewidujący. Wydostaje się z pułapki, a co więcej – angażując studio filmowe Duńczyka – powoduje, że ucieczka Kramera do Szwajcarii okazuje się tylko wycieczką do Zegrza. Nieuczciwy bankier ponownie trafia do więzienia, a Kwinto z Duńczykiem opróżniają jego szwajcarskie konto.

## Obsada
- Jan Machulski – Henryk Kwinto
- Leonard Pietraszak – Gustaw Kramer
- Witold Pyrkosz – J.J. Duńczyk
- Krzysztof Kiersznowski – Nuta
- Jacek Chmielnik – Moks; śpiewak z jazzbandu[1]
- Elżbieta Zającówna – Natalia
- Ewa Szykulska – Marta Rychlińska
- Ania Guzek – Justysia Rychlińska
- Bronisław Wrocławski – Edward Sztyc
- Józef Para – komisarz Przygoda
- Ryszard Kotys – Melski
- Zbigniew Geiger – Stawiski, sekretarz Kramera
- Józef Jaworski – Tędlarz
- Grzegorz Heromiński – asystent komisarza Przygody
- Marek Walczewski – Twardijewicz, dyrektor więzienia na Sikawie
- Beata Tyszkiewicz – „Baronowa”, fałszywa hrabina Żwirska
- Jerzy Matula – Janusz „Kruca bomba”
- Jan Kruk – płatny morderca znaleziony przez Stawiskiego
- Michał Pawlicki – prezes Franciszek Żwirski
- Joachim Lamża – „żołnierz niemiecki”
- Marek Kępiński – Malinowski, podwładny naczelnika Twardijewicza
- Czesław Przybyła – strażnik w więzieniu na Sikawie
- Tadeusz Kożusznik – „żołnierz polski”
- Eugeniusz Wałaszek – chłop spotkany na drodze przez Sztyca
- Tadeusz Bogucki – adwokat Kramera
- Bogdan Słomiński – „celnik niemiecki”
- Włodzimierz Musiał – „Szpula”
- Ryszard Mróz – pilot

## Produkcja
Zdjęcia kręcono w Łodzi (m.in. brama PWSFTviT przy ul. Targowej, brama starego cmentarza przy ul. Ogrodowej) i Sieradzu.